# Pajtim Kasami
Pajtim Kasami (Struga, Macedonia, 2 de junio de 1992) es un futbolista suizo de origen albanés. Juega como centrocampista y se encuentra sin equipo tras abandonar el F. C. Sion.

## Trayectoria

### Inicios de su carrera
Comenzó su carrera en 2003 con el F. C. Winterthur antes de unirse al Grasshoppers de Zúrich en 2008. Durante ese mismo año jugó unos meses con el Liverpool F. C. El 2 de febrero de 2009, a los 16 años, fue traspasado a la Lazio italiana. Durante su estancia en la capital italiana obtuvo una convocatoria de la selección sub-17 Suiza para jugar en la Copa Mundial de Fútbol Sub-17 de 2009. Al inicio de la temporada 2009-10 se confirmó que el jugador había firmado con el club capitalino sin permiso de su equipo anterior, por lo que durante esa temporada solo pudo jugar con el equipo de reservas de la Lazio.

### Carrera en el Bellinzona, Palermo y Fulham
En diciembre de 2009, retornó a Suiza para firmar contrato con el A. C. Bellinzona, con duración hasta el año 2011. Debutó con el club suizo en marzo del 2010, tras permitir la Asociación Suiza de Fútbol su libre transferencia desde la Lazio al club granata. Su contrato con la Lazio se dio por acabado luego de comprobar que Kasami no tuvo apariciones en el primer equipo o en el equipo juvenil, eso si la Lazio no tuvo que indemnizar al Grasshoppers. Durante su estadía en Bellinzona fue convocado por primera vez a la selección sub-21 suiza junto a sus compañeros Alessandro Ciarrocchi y Frank Feltscher. Debutó con Suiza sub-21 el 20 de marzo de 2010, en un partido contra Georgia sub-21.
El 7 de junio de 2010, Palermo anunció que había contratado al futbolista por 5 años desde el Bellinzona. A pesar de su edad consiguió rápidamente un puesto de titular en el cuadro rosanero, debutando oficialmente el 19 de agosto de 2010, en el primer partido de los play-offs de la Liga Europea de la UEFA 2010-11 contra el N. K. Maribor, luego de reemplazar a Abel Hernández en el minuto 78. Tras esto debutó en la liga doméstica el 30 de agosto del mismo año, en un encuentro de local contra el Cagliari Calcio. Con el club siciliano jugó un total de 24 encuentros: catorce en la Serie A, ocho en la Europa League y dos en Copa Italia.
El 25 de julio de 2011, Kasami firmó por el Fulham un contrato por cuatro años, no siendo revelada la cifra de este. El técnico del Fulham en ese momento Martin Jol declaró que Kasami se trataba de un gran talento.[cita requerida] Debutó oficialmente el 28 de julio de 2011 en un encuentro de la Liga Europa de la UEFA contra el Split croata, luego de reemplazar en el minuto 81 a Bobby Zamora. Más tarde estuvo en el once inicial que enfrentó al Dnipro Dnipropetrovsk el 18 de agosto de 2011, encuentro donde jugó hasta el minuto 88 y en el que participó en la realización de los tres goles. Su debut en la Premier League se produjo el 21 de agosto del mismo año, en un partido en el Estadio Molineux contra el Wolverhampton Wanderers; equipo que los venció por 2-0.

## Selección nacional
En julio de 2012 fue incluido en la lista de 18 jugadores que representaron a Suiza en el Torneo de Fútbol Masculino de los Juegos Olímpicos de Londres 2012.

## Clubes
| Club                             | País       | Año       | Partidos | Goles |
| -------------------------------- | ---------- | --------- | -------- | ----- |
| A. C. Bellinzona                 | Suiza      | 2010      | 12       | 2     |
| U. S. Palermo                    | Italia     | 2010-2011 | 24       | 0     |
| Fulham F. C.                     | Inglaterra | 2011-2014 | 56       | 3     |
| F. C. Luzern (cedido)            | Suiza      | 2013      | 16       | 1     |
| Olympiacos F. C.                 | Grecia     | 2014-2017 | 66       | 9     |
| Nottingham Forest F. C. (cedido) | Inglaterra | 2016-2017 | 27       | 2     |
| F. C. Sion                       | Suiza      | 2017-2020 | 104      | 31    |
| F. C. Basilea                    | Suiza      | 2020-2022 | 79       | 19    |
| Olympiacos F. C.                 | Grecia     | 2022-2023 | 15       | 2     |
| U. C. Sampdoria                  | Italia     | 2023-2025 | 39       | 6     |
| F. C. Sion                       | Suiza      | 2025      | 9        | 0     |

## Palmarés

### Títulos internacionales
| Título              | Club             | País   | Año  |
| ------------------- | ---------------- | ------ | ---- |
| Superliga de Grecia | Olympiacos F. C. | Grecia | 2015 |
| Copa de Grecia      | Olympiacos F. C. | Grecia | 2015 |
| Superliga de Grecia | Olympiacos F. C. | Grecia | 2016 |

| Título                        | Club (*)                  | País    | Año  |
| ----------------------------- | ------------------------- | ------- | ---- |
| Copa Mundial de Fútbol Sub-17 | Selección sub-17 de Suiza | Nigeria | 2009 |

- (*) Incluyendo la selección.